# Estación de Barberá del Vallés
Barberá del Vallés (Barberà del Vallès en catalán y oficialmente) es una estación ferroviaria situada en el municipio español homónimo, en la provincia de Barcelona, comunidad autónoma de Cataluña. Cuenta con servicios de Media Distancia operados por Renfe y forma parte de la línea R4 de la red de Cercanías Barcelona.

## Situación ferroviaria
Se encuentra ubicada en el punto kilométrico 347,8 de la línea férrea de ancho ibérico que une Zaragoza con Barcelona por Lérida y Manresa a 146 metros de altitud. El tramo es de vía doble y está electrificado.

## Tarifa plana
Esta estación está dentro de la tarifa plana del área metropolitana de Barcelona, cualquier trayecto entre dos de los municipios de la área metropolitana de Barcelona se contará como zona 1.

## Historia
La estación fue abierta al tráfico el 9 de febrero de 1855, con la apertura del tramo Barcelona-Sabadell de la línea férrea que pretendía conectar Zaragoza con Barcelona. Las obras corrieron a cargo de la Compañía del Ferrocarril de Barcelona a Zaragoza. Buscando mejorar tanto el enlace de la línea con otros trazados, así como su salud financiera, la compañía decidió en 1864 unirse con la empresa que gestionaba la línea férrea que enlazaba Zaragoza con Pamplona dando lugar a la Compañía de los Ferrocarriles de Zaragoza a Pamplona y a Barcelona. Dicha fusión se mantuvo hasta que en 1878 la poderosa Norte, que buscaba extender sus actividades al este de la península, logró hacerse con la compañía.
Norte mantuvo la gestión de la estación hasta que en 1941 se produjo la nacionalización del ferrocarril en España y todas las compañías existentes pasaron a integrarse en la recién creada RENFE. Desde el 31 de diciembre de 2004 Renfe Operadora explota la línea mientras que Adif es la titular de las instalaciones ferroviarias. 

## Servicios ferroviarios

### Cercanías
Forma parte de la Línea R4 de Cercanías Barcelona operada por Renfe. La frecuencia media entre semana es un tren cada 20 minutos, mientras que los fines de semana los trenes circulan cada 30-60 minutos.
| << cabecera                                                         | < estación | línea | estación >   | cabecera >>     |
| ------------------------------------------------------------------- | ---------- | ----- | ------------ | --------------- |
| Rodalies de Catalunya de Renfe                                      |            |       |              |                 |
| Hospitalet Martorell Villafranca del Panadés San Vicente de Calders | Sardanyola |       | Sabadell Sur | Tarrasa Manresa |
| Algunos trenes no efectúan parada en esta estación                  |            |       |              |                 |